# Jozef Stipanitz
Jozef Stipanitz (* 2. dubna 1960) je bývalý slovenský fotbalový útočník.

## Fotbalová kariéra
V československé lize hrál za Inter Bratislava. Nastoupil v 61 ligových utkáních a dal 5 gólů. Ve druhé nejvyšší celostátní soutěži hrál i za TJ JZD Slušovice. Reprezentoval Československo v týmu do 21 let.

## Ligová bilance
| Ročník                                   | Zápasy | Góly | Klub             |
| ---------------------------------------- | ------ | ---- | ---------------- |
| 1. československá fotbalová liga 1977/78 | 11     | 1    | Inter Bratislava |
| 1. československá fotbalová liga 1978/79 | 1      | 0    | Inter Bratislava |
| 1. československá fotbalová liga 1979/80 | 1      | 0    | Inter Bratislava |
| 1. československá fotbalová liga 1980/81 | 27     | 4    | Inter Bratislava |
| 1. československá fotbalová liga 1981/82 | 21     | 0    | Inter Bratislava |
| CELKEM                                   | 61     | 5    |                  |